# 野紺菊
野紺菊（学名：Aster microcephalus var. ovatus）是紫菀屬物種的一个变种，為日本原生植物。

## 形態
野紺菊的茎與叶呈长椭圆形或卵形，长6～12厘米，边缘有稀疏的粗锯齿。茎尖的花序呈散穗状，头花直径约2.5cm，周边的舌状花由细长带紫色的白色至淡紫色，中央的管状花为黄色。瘦果长1.5-3mm，前端有很多4-6mm的冠毛。

## 分類與命名
野紺菊的基名為，於1875年發表，當時被視為三基脈紫菀（Aster trinervius）的一個變種；後來也曾被當作三脈紫菀（Aster ageratoides）的一個亞種，學名為，保育社出版的《原色日本植物図鑑》、《日本の野生植物》等书也采用此名。。1995年出版的《日本植物誌》IIIb版將野紺菊歸為的指名亞種。1998年，分類學家認為1995年的分類有瑕疵，因為下四個變種之一的基名發表於1866年，比野紺菊基名發表的1875年還早，因此將種名改為，野紺菊則為其下的四個變種之一，學名為 。
野紺菊為異質四倍體（tetraploid amphidiploid），可能是同屬的與三脈紫菀雜交而成，前者提供了較小的S型染色體，後者則提供較大的L型染色體。

## 生长环境
野紺菊為日本原生植物，分布於本州、九州與四國，其野紺菊的生长范围很广，从人为环境到自然环境都会出现，在路旁、道路旁、田地周围也经常出现，在山道和溪流沿岸也很常见，此變種普遍分布於各地，图鉴的记述中也有特意写着“最普通”的字样。

## 近似种

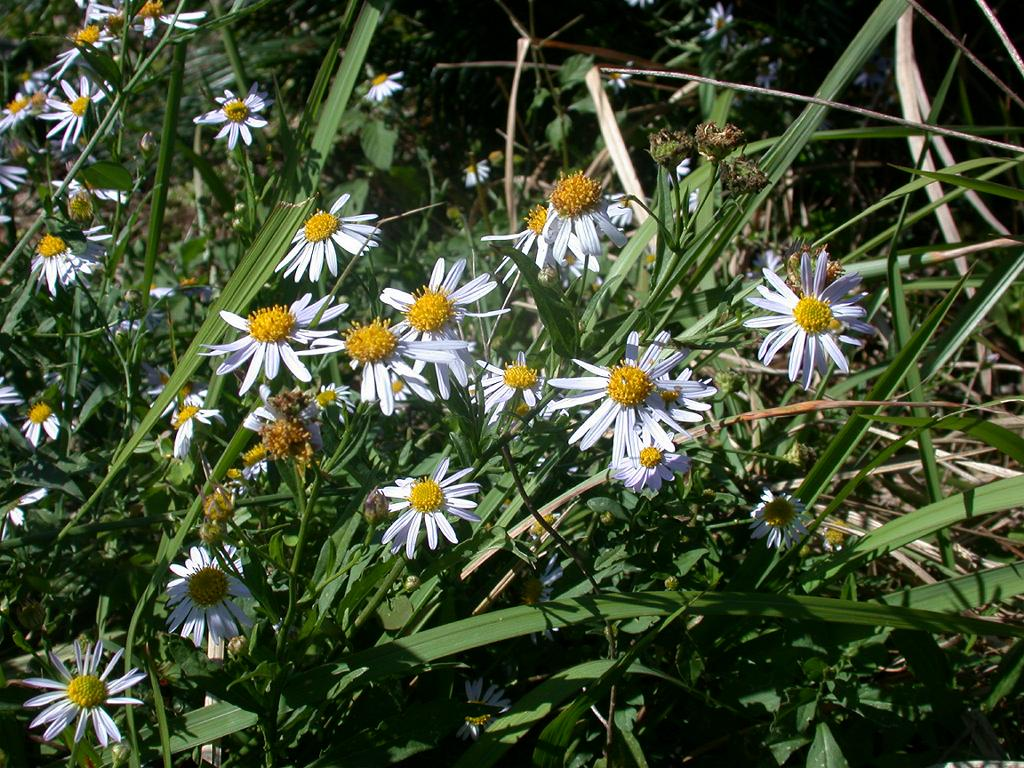
嫁菜

野紺菊與同屬的嫁菜外形相似，其叶的形状，甚至花的颜色都非常接近，嫁菜有時被認為是野菊花的代表，有的辞书直接以野菊花稱之。

## 文化
有说法认为伊藤左千夫小说《野菊之墓》中的「野菊花」就是野紺菊。